# Ibisar
Ibisar (Threskiornithidae) är en fågelfamilj i ordningen pelikanfåglar.

## Systematik
Ibisarna ingår idag i ordningen pelikanfåglar. Vissa studier har visat att de och hägrarna (Ardeidae) bildar en monofyletisk grupp, men stödet för detta är relativt svagt. Gibb et al. (2013) analyserade det fullständiga mitokondriella genomet för fyra hägerarter, fyra ibisarter samt släktingar. De fann att hägrar och ibisar inte bildar en grupp och uppskattar att de varit skilda utvecklingslinjer sedan tidig Pliocen. Det är alltså fullt möjligt att ibisar i framtiden kommer placeras i en egen ordning. Kuramoto et al. (2015) fann bevis för tidig hybridisering mellan ibisar och hägrar efter att hägrarna skilts från pelikanernas utvecklingslinje. Det skulle förklara de motsägelsefulla resultaten i tidigare analyser.
Traditionellt har ibisfamiljen delats upp i två underfamiljer: de egentliga ibisarna (Threskionithinae) och skedstorkarna (Plataleinae). Skedstorkarna är större än de andra ibisarna och deras näbbar är rundade och tillplattade längst ut. Alla skedstorkar förs numera till släktet Platalea. Denna uppdelning har dock visat sig felaktig. Familjen består genetiskt visserligen av två utvecklingslinjer, men bestående av Nya världens ibisar å ena sidan (exklusive Plegadis) och Gamla världens ibisar plus skedstorkar (som till och med är djupt inbäddade i den gruppen) å andra sidan.

## Utseende och fältkännetecken
Ibisar är små men kraftigt byggda fåglar, har höga ben, och kort hals. Deras främsta kännetecken är den förhållandevis mycket långa näbben som är böjd nedåt, alternativt raka och tillplattade längst ut hos skedstorkarna. Övernäbben har en längsgående fåra på var sida. De har breda vingar, kort stjärt, riklig fjäderdräkt. Tårna är långa, och har bindhud. De flyger svävande, tar få vingslag, och har en graciös hållning i luften med utsträckt kropp. De flesta arter är dagaktiva.

## Ekologi
Fåglarna bor i varma områden över hela världen. De trivs bäst i lite våtare områden, bland vass eller i sumpmarker, eller i skogar. De häckar i regel kolonivis, men häckningsplatserna skiljer sig åt för olika arter. Vissa arter häckar i bergen, andra i träd, och flera i strandkanter. Äggen är vanligtvis vita med prickar eller fläckar. Deras föda är animalisk, och utgörs av maskar, insekter, mindre fiskar och andra vattendjur. Flera arter är asätare.

## Ibisen i kulturen
Ibisen var i forntida Egyptens religion en av guden Thots många gestalter och många ibisfåglar mumifierades till hans ära.

## Släkten och arter
Listan nedan följer resultaten från Krattinger et al. 2010 och Chesser et al. 2010. Artindelningen följer AviList:
Underfamilj Eudociminae
- Släkte Eudocimus
  - Röd ibis (E. ruber)
  - Vit ibis (E. albus)
- Släkte Theristicus (4 arter)
  - Grå ibis (T. caerulescens)
  - Beigehalsad ibis (T. caudatus)
  - Svartmaskad ibis (T. melanopis)
  - Andinsk ibis (T. branickii)
- Släkte Cercibis
  - Spetsstjärtad ibis (C. oxycerca)
- Släkte Mesembrinibis
  - Grön ibis (M. cayennensis)
- Släkte Phimosus
  - Rödmaskad ibis (P. infuscatus)

Underfamilj Threskiornithinae
- Släkte Plegadis
  - Bronsibis (P. falcinellus)
  - Vitmaskad ibis (P. chihi)
  - Punaibis (P. ridgwayi)
- Släkte Lophotibis
  - Vitvingad ibis (L. cristata)
- Släkte Bostrychia
  - Olivibis (B. olivacea)
  - Sãotoméibis (B. bocagei)
  - Fläckbröstad ibis (B. rara)
  - Hadadaibis (B. hagedash)
  - Flikibis (B. carunculata)
- Släkte Nipponia
  - Tofsibis (N. nippon)
- Släkte Geronticus
  - Eremitibis (G. eremita)
  - Skallig ibis (G. calvus)
- Släkte Platalea
  - Rosenskedstork (P. ajaja)
  - Gulnäbbad skedstork (P. flavipes)
  - Afrikansk skedstork (P. alba)
  - Skedstork (P. leucordia)
  - Kungsskedstork (P. regia)
  - Koreaskedstork (P. minor)
- Släkte Pseudibis
  - Brahminibis (P. papillosa)
  - Vitskuldrad ibis (P. davisoni)
  - Jätteibis (P. gigantea)
- Släkte Threskiornis
  - Helig ibis (T. aethiopicus )
  - Madagaskaribis (T. bernieri)
  - Solitäribis (T. solitarius) – utdöd
  - Orientibis (T. melanocephalus)
  - Australisk ibis (T. molucca)
  - Skäggibis (T. spinicollis)

### Utdöda arter
Utöver solitäribisen som dog ut på 1700-talet har man funnit fossila lämningar efter ytterligare tre arter som troligen dog ut under Holocen:
- Släkte Xenicibis
  - Jamaicaibis (Xenicibis xympithecus)
- Släkte Apteribis
  - Molokaiibis (Apteribis glenos)
  - Mauiibis (Apteribis brevis)